# Duff McKagan
Michael Andrew McKagan, dit Duff McKagan, né le 5 février 1964 à Seattle, est un bassiste, guitariste et chanteur américain connu pour avoir joué entre 1985 et 1997,  dans le groupe de hard rock Guns N' Roses. Il est l'un des cinq membres emblématiques avec les guitaristes Slash et Izzy Stradlin, le batteur Steven Adler et le chanteur Axl Rose. Il est aussi le bassiste du groupe Velvet Revolver, formé avec deux autres anciens membres des Guns N’ Roses, Slash et Matt Sorum. En 2010, il remplace Eric Avery pendant quelques mois au sein de Jane's Addiction, autre groupe marquant de Los Angeles. Depuis 2011, il se consacre au groupe Loaded dont il est le chanteur et l'un des guitaristes.
À partir de 2016, il redevient le bassiste de Guns N' Roses pour la tournée Not in This Lifetime.

## Les débuts
Michael Andrew McKagan  est né à Seattle, Washington, il est le plus jeune d'une famille de huit enfants dont les parents sont Elmer et Alice Marie McKagan. Les noms de ses frères et sœurs sont : Jon, Carol, Mark, Bruce, Joan Shelton, Claudia Christiansen et Matt. Il se maria pour la première fois le 28 mai 1988 avec Mandy Brix, une serveuse d'un restaurant japonais de Los Angeles qui fait aussi partie d'un groupe de rap féminin, « The Lame Flames ». Ils divorcent en 1990. Le bassiste se remarie en septembre 1992 avec Linda Johnson, et divorce en septembre 1995. Le 27 août 1997 est née sa première fille, Grace. Il épouse Susan Holmes le 28 août 1999. Sa deuxième fille, Mae Mary, est née le 16 juillet 2000. Duff mesure 1,91 m, a des cheveux blonds décolorés et les yeux noisette.
C'est son frère, Bruce, qui l'a amené à faire de la basse. La basse était et reste son instrument de prédilection. Duff a aussi joué de la batterie dans quelques groupes, incluant des concerts avec le légendaire groupe pop-punk de Seattle : The Fastbacks, qu'il a rejoint à l'âge de 15 ans en 1980. Il décrit sa ville natale comme « une bruyante ville rock 'n' roll avec une scène underground ».
McKagan quitta l'État de Washington pour la Californie à l'âge de 19 ans, et joua dans des douzaines de groupes de rock autour de Los Angeles incluant « Ten Minute Warning » (il fut remplacé par Daniel House de Skin Yard), et un groupe hard-core punk appelé The Fartz. Répondant à une annonce dans un magazine de bassistes, il rencontra le guitariste Slash et le batteur Steven Adler du groupe The Road Crew. Duff cherchait du punk avec un penchant pour le rock des années '70, mais il ne trouva que deux gars aux cheveux longs à la place.
Il dit « Quand j'ai rencontré Slash et Steven Adler pour la première fois, c'était dingue, parce que je n'avais jamais rencontré des mecs comme eux avant - des gens de L.A. La nuit on sortait et on buvait, et on a eu ce groupe de malades. C'était le groupe de Slash, Road Crew. »
Tracii Guns raconte que « Duff était dans une espèce de groupe assez bizarre du Top 40, mais Izzy nous a sorti: "Ce type a les cheveux courts, mais il est dans le trip New York Dolls et trucs du genre". Il avait un t-shirt Johnny Thunders et nous on était : "Ce gars est parfait". »

## Guns N' Roses
Après la fusion des groupes L.A. Guns et Hollywood Rose pour former Guns N' Roses, Duff McKagan rejoint le groupe en remplacement de Ole Beich. Le line-up définitif (McKagan, Adler, Slash, Stradlin, Rose) allait marquer l'histoire du rock sous le nom de Guns N'Roses et fait ses débuts dans une tournée nommée "Hell Tour". Duff est le bassiste du groupe. En 1987, le groupe sort son premier album, Appetite for Destruction.
Après douze années passées dans Guns N'Roses et des millions de disques vendus, Duff McKagan quitte le groupe en août 1997 peu de temps après Slash à cause d'une mauvaise entente avec le chanteur Axl Rose.
Le 14 octobre 2010 à Londres, Duff McKagan rejoint Axl Rose sur la scène du O2 Arena de Londres pour la première fois depuis 1993. Lors de ce concert, McKagan joue de la basse sur "You Could Be Mine" et "Nice Boys", et de la guitare sur "Knockin On' Heaven's Door". Il intervient également sur "Patience".
Le 14 avril 2012, Duff est intronisé au Rock and Roll Hall of Fame avec Guns N' Roses. À cette occasion, le groupe se reforme sans le chanteur Axl Rose ni le guitariste rythmique Izzy Stradlin et joue trois chansons.
Duff McKagan remplace le bassiste Tommy Stinson au sein du groupe d'Axl Rose pendant sept concerts en Amérique du Sud entre le 1er avril et le 17 avril 2014.
Le 5 janvier 2016, après plusieurs semaines de rumeurs à ce sujet, Slash, Duff McKagan et Axl Rose confirment une reformation du groupe en annonçant officiellement leur première date au festival de Coachella, en Californie. En avril 2016, le groupe entame la tournée Not in This Lifetime... Tour.

## En solo
Duff a sorti un album solo intitulé Believe in Me en 1993 dans lequel on retrouve le son punk rock qu'il affectionne tout particulièrement. Parmi les artistes invités sur cet album on retrouve bien évidemment des membres de Guns N' Roses (Slash, Matt Sorum, Dizzy Reed, Gilby Clarke) ainsi que Teddy ZigZag, mais aussi Sebastian Bach (Skid Row), Jeff Beck, Lenny Kravitz et d'autres moins attendus comme les rappeurs Bobbie Brown et Doc Newmann. En 1998 il a voulu sortir sous son nom un album intitulé Beautiful Disease (en) mais celui-ci n'est pas sorti pour cause de problèmes avec la maison de disques. Duff McKagan a formé en 1999 le groupe Loaded et a sorti un album live intitulé Episode 1999 : live. En 2001 un album intitulé Dark Days voit le jour au Japon, il n'est sorti en Europe qu'en 2002 chez Locomotive Music. Celui-ci comprend trois titres de l'album Beautiful Disease.

## Velvet Revolver
En 2002, Duff McKagan décide, avec Slash et Matt Sorum, de former un nouveau groupe au début du nom de « The Project ». Celui-ci deviendra par la suite Velvet Revolver. Aux débuts du groupe, l'ex-guitariste rythmique des Guns N' Roses, Izzy Stradlin, se joint à eux pour les répétitions. Ils commencent tous les quatre à composer en vue d'un album et recherchent en même temps un chanteur. Ce sera finalement Scott Weiland, ex-Stone Temple Pilots, qui sera pris comme chanteur. Izzy Stradlin préfère ne pas faire partie du groupe car il ne veut plus avoir affaire à l'ego d'un chanteur après son expérience dans Guns N'Roses. Izzy Stradlin voulait que lui et Duff McKagan se partagent les parties vocales, mais Slash souhaite un vrai chanteur. Duff fait alors appel au guitariste Dave Kushner. En 2004, l'album Contraband voit le jour et se place directement numéro 1 dans les charts américains, ainsi que le single Slither. Après plusieurs tournées mondiales (dont une date à Paris), le groupe repart en studio et sort l'album Libertad en 2007. Celui-ci se plaça à la cinquième place dans les charts américains à sa sortie.
En avril 2008, Velvet Revolver s'est séparé de Scott Weiland. Le nom de son remplaçant n'est pas encore connu.Le vendredi 18 décembre 2015, selon le Bureau du médecin légiste du comté de Hennepin (Minnesota), Scott Weiland est décédé à la suite d'une surdose accidentelle de médicaments et d'alcool, .

## Loaded

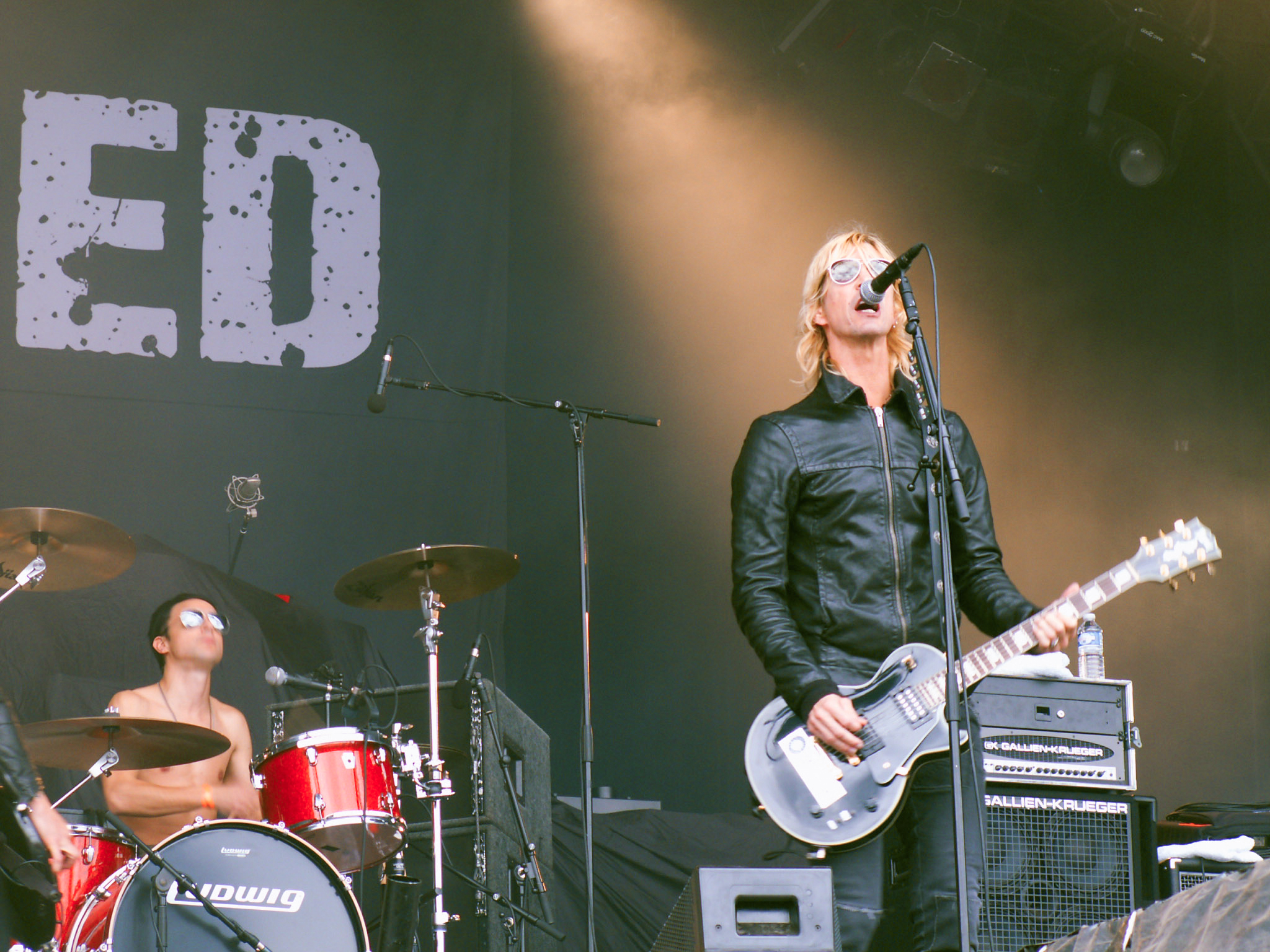
Duff McKagan (Loaded) au Hellfest 2011

Profitant de la mise en sommeil temporaire de Velvet Revolver, Duff McKagan réactive le groupe dont il est le chanteur et guitariste : Loaded. Le groupe sort l'EP Wasted Heart (tiré à 2 000 exemplaires dans le monde) fin 2008 et l'album Sick début 2009. Loaded part alors en tournée aux États-Unis et en Europe.
Le groupe a annoncé la sortie d'un nouvel album : The Taking. Cet album est sorti le 19 avril 2011 en version CD.

## Autres projets
En septembre 2009, Duff McKagan enregistre "Watch This", un morceau avec Dave Grohl qui figure sur Slash, l'album solo de Slash paru en avril 2010.
Duff McKagan a annoncé qu'il sortira un livre de souvenirs en 2011, ce livre commencerait au moment où son pancréas explose.
En mars 2010, Duff McKagan a été choisi pour remplacer le bassiste Eric Avery du groupe Jane's Addiction. Duff a quitté Jane's Addiction en septembre 2010.
Duff McKagan joue de la basse sur le morceau "A Billion Balconies Facing the Sun" qui figure sur le nouvel album des Manic Street Preachers, Postcards from a young man, paru en 2010.
Duff intègrera également en 2012 les rangs des Walking Papers aux côtés d'anciens Screaming Trees avec lesquels il sortira un album éponyme en 2012.
Il est également bassiste sur l'album "Brighten" de Jerry Cantrell en 2021.

## Autobiographie et documentaire
Le 4 octobre 2011, Duff McKagan sort son autobiographie intitulée It's so Easy (and Other Lies), traduite en français en 2012 par les éditions Camion blanc. Un documentaire est tiré du livre en 2013. Le documentaire contient des images d'archive inédites des premiers concerts de Guns N'Roses tournées par Marc Canter.

## Son matériel
Duff McKagan joue sur des amplificateurs de marque Gallien-Krueger (Notamment les modèles MB150E-III/112, 2001RB, 800RB, 410RBH et Neo212B).
Il utilise principalement une Fender Jazzbass Special Japan de 1986 avec un micro Seymour Duncan STKJ2B en position chevalet, ainsi qu'un Seymour Duncan SPB-3 en position manche. Il joue au médiator et utilise des Dunlop Tortex 0,73.
Ses basses sont équipés de cordes Rotosound RS66LD 45-105
Il n'aime pas les basses actives "Nope. I once had a bad experience with one. We were playing a live show for MTV and at the beginning of our first song, “It’s So Easy,” I hit a note and… nothing. The battery was dead. So I threw the bass back to my tech, got my passive Fender Jazz Bass Special and kept on playing." "J'ai eu une mauvaise expérience avec une basse active. Nous jouions en live dans une émission pour MTV et au début de notre première chanson "It's So Easy", j'ai joué une note et aucun son n'est sorti... La pile était morte. Alors je l'ai échangée contre ma Fender Jazz Bass Spécial passive et j'ai recommencé à jouer."

## Discographie

### avec Guns N'Roses
- Live ?!*@ Like a Suicide (1986)
- Appetite For Destruction (1987)
- G N' R Lies (1988)
- Use Your Illusion I (1991)
- Use Your Illusion II (1991)
- The Spaghetti Incident? (1993)
- Live Era: '87-'93 (1999)
- Greatest Hits (2004)

### avec Velvet Revolver
- Contraband (2004)
- Libertad (2007)

### avec Neurotic Outsiders
- Neurotic Outsiders (1996)

### Albums en solo
- Believe in Me (1993)
- Beautiful Disease (en) (1999)
- Tenderness (en) (2019)
- Lighthouse (2023)

### avec Loaded
- Episode 1999: Live (1999)
- Dark Days (2001)
- Wasted Heart EP (2008)
- Sick (2009)
- The Taking (2011)

### avecIzzy Stradlin
- 117° (1998)
- Ride On (1999)
- River (2001)
- On Down the Road (2002)
- Concrete (2008)

### avecSlash
- Slash (2010)

### avecOzzy Osbourne
- Ordinary Man (2020)

### avecJerry Cantrell
- Brighten (2021)

## Filmographie
- It's so easy and other lies, film-documentaire tiré de l'autobiographie de Duff McKagan, 2013.